# 鸭溪窖酒
鸭溪窖酒是貴州省遵義市播州區鸭溪镇所产的大曲浓香型白酒，为中国地理标志产品和中国驰名商标。

## 历史
1909年赖广兴创立“广兴祥”酒坊，酿制销售“赖记雷泉酒”，其子赖永峰于1920年代初几次去茅台镇，向赖茅创始人赖永初学习茅台酿造工艺，学成后于1922年将赖记雷泉酒改为雷泉大曲。1933年，酒坊高徒何清荣、何清华兄弟改进酿造工艺，酿出更好的酒；随后于1940年代初，兄弟二人在亲友的帮助下独立自设酒坊，酿出比雷泉大曲更受欢迎的荣华窖酒。此酒被民间称为次茅台和二茅台，但因采取小曲糖化、大曲发酵、大小曲入药的酿造工艺，是兼香型白酒，而不是茅台类酱香型白酒，所以实际上和茅台相距不小。1940年代末当地经济因第二次国共内战崩溃，酒坊停产。1950年代初国家合并数家当地酒坊建立酒厂，恢复生产。大跃进至文化大革命期间为扩大茅台生产而推行茅台异地生产试验，酒厂因有采用茅台工艺之基础而奉命改酿大曲酒，但成品为浓香型，生产迄今。于2006年被北京银仓商贸公司收购。